# Рокбийер
Рокбийе́р (фр. Roquebillière) — коммуна на юго-востоке Франции в регионе Прованс — Альпы — Лазурный берег, департамент Приморские Альпы, округ Ницца, кантон Туррет-Леванс. До марта 2015 года коммуна являлась административным центром одноимённого упразднённого кантона (округ Ницца).
Площадь коммуны — 25,92 км², население — 1614 человек (2006) с тенденцией к росту: 1752 человека (2012), плотность населения — 67,6 чел/км².

## Население
Население коммуны в 2011 году составляло — 1712 человек, а в 2012 году — 1752 человека.
| 1962 | 1968 | 1975 | 1982 | 1990 | 1999 | 2006 | 2007 | 2011 | 2012 |
| ---- | ---- | ---- | ---- | ---- | ---- | ---- | ---- | ---- | ---- |
| 1377 | 1426 | 1336 | 1504 | 1539 | 1467 | 1614 | 1634 | 1712 | 1752 |

Динамика численности населения:

## Экономика
В 2010 году из 914 человек трудоспособного возраста (от 15 до 64 лет) 661 были экономически активными, 253 — неактивными (показатель активности 72,3 %, в 1999 году — 66,2 %). Из 661 активных трудоспособных жителей работали 616 человек (339 мужчин и 277 женщин), 45 числились безработными (19 мужчин и 26 женщин). Среди 253 трудоспособных неактивных граждан 51 были учениками либо студентами, 103 — пенсионерами, а ещё 99 — были неактивны в силу других причин.
На протяжении 2010 года в коммуне числилось 683 облагаемых налогом домохозяйства, в которых проживало 1507,5 человек. При этом медиана доходов составила 17 тысяч 409 евро на одного налогоплательщика.